# الگوریتم تطابق بیشینه در گراف دوبخشی
الگوریتم زیر با گرفتن ماتریس مجاورت، یالهای تطابق بیشینه را به دست میدهد .
روش کار الگوریتم بدین صورت است که برای هر رأس در صورتی تا به حال برایش جفتی پیدا نشده باشد یک مسیر M-افزوده از آن رأس پیدا می‌کند، سپس با تعویض یالهای مسیر افزوده اندازه گراف را افزایش میدهد .

## ورودی و خروجی
e ماتریس مجاورت گراف دوبخشی است. N تعداد رأسهای بخش اول گراف و M تعداد راسهای بخش دوم گراف است.
بعد از پایان الگوریتم آرگومان [match[i جفت رأس i در بخش اول را بدست می‌دهد.
لازم به ذکر است که برنامه زیر تحت استاندارد زبان برنامه نویسی ++C نوشته شده‌است.

## الگوریتم
```
bool
 
find
 
(
int
 
node
)
 
{

    
if
 
(
mark
[
node
])

        
return
 
false
;

    
mark
[
node
]
 
=
 
true
;

    
for
 
(
int
 
i
 
=
 
1
;
 
i
 
<=
 
m
;
 
i
++
)
 
{

        
if
 
(
e
[
node
][
i
]
 
&&
 
match2
[
i
]
 
==
 
0
)
 
{

            
match2
[
i
]
 
=
 
node
;

            
match
[
node
]
 
=
 
i
;

            
mark
[
node
]
 
=
 
false
;

            
return
 
true
;

        
}

    
}

    
for
 
(
int
 
i
=
1
;
 
i
<=
m
;
 
i
++
)
 
{

        
if
 
(
e
[
node
][
i
]
 
&&
 
find
(
match2
[
i
]))
 
{

            
match
[
node
]
 
=
 
i
;

            
match2
[
i
]
 
=
 
node
;

            
mark
[
node
]
 
=
 
false
;

            
return
 
true
;

        
}

    
}

    
mark
[
node
]
 
=
 
false
;

    
return
 
false
;

}

void
 
matching
()
 
{

    
for
 
(
int
 
i
 
=
 
1
;
 
i
 
<=
 
n
;
 
i
++
)

    
if
 
(
match
[
i
]
 
==
 
0
)

        
find
(
i
);

}

```